# Lalla Yacout
Lalla Yacout (en arabe : للاة ياقوت), morte le 1er septembre 1953, est l'une des épouses du sultan Moulay Youssef et la mère du roi Mohammed V.

## Biographie
Lalla Yacout, dont le nom de famille n’est pas retenu est la première épouse du sultan Moulay Youssef. Elle est originaire du Haouz de Marrakech,. Elle fut épousée par Moulay Youssef, encore prince à l'époque, en renforcement de l’alliance du trône avec les tribus de sa région. Durant le règne de son fils le sultan Sidi Mohammed, Lalla Yacout continua à vivre au palais royal de Fès.
Lalla Yacout demeura au Maroc après l’avènement de l'exil de son fils le 20 août 1953, en Corse puis à Madagascar. Elle décida de résider au palais royal de Meknès dont le climat convenait mieux à son état de santé. Elle y demeura accompagnée de Messaouda Sasson sa dame de compagnie depuis une dizaine d’années. Cette dernière succéda à une autre dame de compagnie Sihma Soussan, mais elle était en plus aide-soignante en étroit contact avec le Dr Secret, médecin généraliste, car l’état de santé de Lalla Yacout était fragile. 
Elle décède le 1er septembre 1953 et est enterrée à Fès, dans la nécropole royale de la mosquée Moulay Abdallah.

## Mariage
Son mariage au sultan Moulay Youssef eut lieu vers 1907, avant qu'il ne monte sur le trône. Parmi leurs enfants figurent :
1. Moulay Idriss[5] (1908 – 1962)[5], il fut éloigné de l’ordre de succession car il souffrait d’une maladie immunologique ;
2. le sultan Sidi Mohammed[5] (1909 – 1961), plus connu sous le nom de Mohammed V ;
3. Lalla Amina[1],[7], née à Rabat[3]. Elle épousa Moulay Hassan ben Idriss[7], ils eurent un fils Moulay Idriss[7] ;
4. Moulay Abdeslam[1],[7], né en 1914[7].

## Hommages
À Casablanca en son hommage furent inaugurés durant le règne de son fils Mohammed V le « boulevard Lalla Yacout » et l’« avenue Lalla Yacout » qui portent son nom.